# Amphiura sinicola
Amphiura sinicola is een slangster uit de familie Amphiuridae.
De wetenschappelijke naam van de soort werd in 1941 gepubliceerd door Matsumoto.